# Monti Tiburtini (estación)
Monti Tiburtini es una estación de la línea B del Metro de Roma. Se encuentra en la intersección de Via dei Monti Tiburtini (que le da su nombre a la estación) con Via Filippo Meda.
La estación fue inaugurada el 8 de diciembre de 1990 y en su entorno se encuentra el Hospital Sandro Pertini.

## Historia
Para dar lugar a la construcción de la estación, se debió demoler un cercano centro deportivo y un campo de fútbol, a principios de la década de 1980.
Subterránea, fue inaugurada en diciembre de 1990.